# Lembit Jaanits
Lembit Jaanits, född 22 januari 1925 i Tartu, död 5 juli 2015, var en estnisk arkeolog, främst verksam inom stenåldersforskningen.

## Biografi
Lembit Jaanits praktiska arkeologiska arbete började i laboratoriet på arkeologiska museet i Tartu under studierna och hösten 1944 deltog han i evakueringen och övervakningen av arkeologiska samlingar som hade gått förlorade i kriget. När Estlands SSR-institut för historia bildades 1947, där arkeologisektorn bildades på basis av universitetets arkeologer och samlingar, började Lembit Jaanits att arbeta där, först som laboratorieassistent och juniorforskare.
Jaanits tog examen 1948 med en examen i historia och arkeologi vid universitetet i Tartu. År 1954 försvarade han doktorsavhandlingen "Поселение эпохи неолита и раннего металла в приустье р. Эмаайыги" (Neolitiska och tidiga metallbosättningar i Emajõgimynningen).
Efter att Harri Mooras dött 1968 utnämndes Lembit Jaanits till chef för arkeologisektorn. Mellan 1968 och 1990 var han chef för arkeologisektorn vid Institutet för historia och var 1990–1993 ledande forskare. Lembit Jaanits, var en internationellt känd forskare. Hans intresset för stenåldern var dominerande. Det utvecklades på universitetet, först för den äldre men senare också den yngre stenåldern. Jaanits studerade främst estnisk stenålder, särskilt den neolitiska tiden. Han deltog i utgrävningar på ett stort antal bosättningsplatser: Akali 1949–1952 Kullamäge, Kunda Lammasmäge, Kääpa 1959 och 1962, Narva Joaoru linnamäge, Pulli (1968–1973, 1975, 1976), Riigiküla, Siimusaare 1961 och 1964, Tamula 1955–1956, 1961, 1968 och Valma 1950 och 1953–1955 och Kalme (Kivisaare  och Kunila  i Puurmani socken.

### Tamula
L Jaanits skrev sin kandidatavhandling om Tamula, den yngre stenåldersboplatsen och gravplatsen. Tamulabosättningens upptäcktshistoria började sommaren 1938 då Ida Kepnik fann ett uroxhorn och andra föremål. Richard Indreko, då chef för arkeologiavdelningen vid universitetet i Tartu, undersökte sedan platsen och hittade många andra djurben i sanddynerna och artefakter som visade att platsen bebotts i slutet av stenåldern. Under muddring av Võhandu älv och ett brobygge hittades 1958 fler horn med delar av skallen, (finns nu i utställningen av Võru läns museum), keramik och flera föremål. Den exakta platsen för bosättningen fastställdes sommaren 1959  Med hjälp av kol-14-metoden har åldern för bosättningen Tamula uppskattas till 4 500 år. Bosättningen skapades under andra halvan av tredje årtusendet före vår tid.  Bosättningen i Tamula har grävts ut vid åtta tillfällen: 1942, 1943 av R. Indreko, 1946 av Harri Moora, som också grävde på platsen 1955, 1956 (53 fynd), och 1961 (1154 fynd), 1968 av Lembit Jaanits och 2001 av Mirja Ots. År 2001 hittades 443 horn och benföremål och 47 bärnstensfärgade föremål, 763 krukskärvor och 6 föremål i trä eller bark.
På boplatsen har hittats ett betydande antal små fiskben, som visar på nätfiske. 182 bärnstensfynd har gjorts, fler än vid någon annan bosättning i Estland. 24 gravar hittades i ett gravfält i bosättningen där de döda troligen begravdes i bostadshusen. Många skulpterade hängen med anknytning till benpläterade föreställningar har hittats. Dessa är figurer av djur, fåglar och människor, de senare är särskilt sällsynta och Tamulas antropomorfa fynd är de enda av sitt slag i Estland. Man fann de äldsta sländtrissorna av lera i Estland, vilket visar på att man tillverkat linnetextilier. Eftersom bosättningen ligger i ett torvlager har ben och hornfynden bevarats väl på platsen.

### Doktorsavhandlingen om boplatser vid mynningen avEmajõgi
Jaanits doktorsavhandling från 1953 Poselenija epochi neolita i rannego metalla v priusfe r. Emajggi. (Boplatser från neolitikum och tidig metalltid i Emajõgis mynningsområde) framlades i manuskript som akademisk avhandling 1953 och blev sedan tryckt som monografi 1959. Avhandlingen behandlar två neolitiska boplatser i Emajõgi-flodens mynningsområde vid Peipus: Konsa-Akali och Kullamäe i dess närhet. Även andra neolitiska boplatser i Estland och Lettland skildras kort i kapitel V (sid. 85—120). I de två sista kapitlen diskuteras åkerbruk, sociala förhållanden och etniska frågeställningar.
Andra kapitlet beskriver landskapet som det bör ha sett ut under neolitikum, med hjälp av pollenanalytiska data från subboreala och yngre skikt. Benfynd ger djurvärlden som sätts in i sina naturtyper. Utgrävningarna skildras utförligt. Lagerföljden kunde studeras noga och författaren rekonstruerar kullen på vilken den förhistoriska boplatsen låg. Boplatsen tvingades allt högre upp på kullen, då vattenståndet steg, och platsen följs från tidig kamkeramiktid till bronsåldern. Boplatsens spår, såsom eldstäder, stolphål, olika gropar och så vidare är omsorgsfullt undersökta. Fyndens stratigrafi studeras noga.
På grundval av denna stratigrafi indelas keramiken i fem grupper: 1) tidig keramik (s.k. Narvakeramik), 2) typisk kamkeramik 3) snörkeramik, 4) tidig textilkeramik och 5) den tidiga metalltidens keramik. På grund av den klara lagerföljden på boplatsen "Lipovaja Jämka " i Narva och stratigrafin på Konsa-Akali, men även på grund av keramikens form, lerans sammansättning och ornamentikens karaktär har Jaanits fastställt en i Estland hittills icke känd tidig keramisk stil, Narvakeramik, som ligger före den typiska kamkeramiken, och därmed riktat uppmärksamheten på en helt ny kulturföreteelse i detta område. Textilkeramiken uppträder också för första gången i detta området. Jaanits förbinder den med Fatjanovokulturen. Han fastställer att snörkeramiken integreras i kamkeramiken och de båda sammansmälter. Denna sammansmälta keramik tar över traditioner från textilkeramiken och Fatjanovo-keramiken, och därur utvecklas den tidiga metalltidens keramik, så som den är känd från Asvaboplatsen.

## Huvudverk och vikten av naturvetenskapliga hjälpmedel
Lembit Jaanits publicerade huvudverk är Eesti esiajalugu (Estonian History) från 1982 och De estniska böndernas historia från 1992. Han delade också den numera vanligt accepterade teorin om den finsk-ugriska befolkningens ursprung i den typiska kamkeramiska kulturen.
Jaanits förstod tidigt betydelsen naturvetenskap inom arkeologin. Redan 1948 använde han fosfatanalys för att studera bosättningarna i Tamula och Villa, vilket var av vikt för att förstå boplatsens användning och olika intensitet i bosättningen. Han började tidigt med kol-14-dateringar. Samarbetet med geologer och paleobotanister var framgångsrikt.

## Personligt
Jaanits var gift med historikern Elina Jaanits Öpik, dotter till astronomen Ernst Öpik. 2001 fick Jaanits utmärkelsen Vita stjärnans orden, 3 klass. Då han fyllde 75 år hyllades han med skriften DE TEMPORIBUS ANTIQUISSIMIS AD HONOREM LEMBIT JAANITS med en levnadsteckning, hans publicerade skrifter och 13 artiklar av kollegor i Sverige, Finland, Litauen, Lettland, Ryssland och Estland. E. Tõnisson och A. Kriiska skrev en kortare levnadsteckning på sidorna 9-18 i boken. U. Saluäär sammansatte en bibliografi över hans publicerade arbeten på sidan 19-25 i boken.